# Lauren Conrad
Lauren Katherine Conrad (Laguna Beach, Kalifornia, 1986. február 1. –) amerikai televíziós személyiség, színész, író és divattervező. Leginkább a Music Television valóságshowjából a Laguna Beach-ből és a The hills-ből ismerhetjük. Ez utóbbi a magánéletét, valamint a divat világában felépített karrierjét követte nyomon.

## Gyermekkora
Lauren Jim és Kathy Conrad három gyermeke közül a legidősebb. Testvérei Breanna és Brandon.

## Valóságshow-k

### 2004–2006:Laguna Beach
Lauren a középiskola végzőseként szerepelt az MTV Laguna Beach című valóságshow-jában. Érettségi után San Franciscoba ment, ahol az Academy of Art Egyetemen végzett el egy szemesztert. Itt ismerte meg Heidi Montagot. A Laguna Beach második évadja alatt hazatért, majd tanulmányait Los Angelesben a Fashion Institute of Design & Merchandising-nél folytatta.

### 2006–2009:The Hills
Az első évad 2006. május 31-én került műsorra az Egyesült Államokban. A sorozat Lauren Los Angeles-be való költözését, a Teen Vogue-nál végzett munkáját, és az ő, valamint barátai, köztük szobatársa Heidi Montag magánéletét mutatta be.
Az MTV a show második évadát 2006 nyarától 2007 februárjáig forgatta. Az első részt 2007. január 15-én vetítették. Ez idő alatt a Lauren és Heidi közötti barátság megromlott, mivel Montag a legtöbb idejét új barátjával, Spencer Prattel töltötte. 2007 februárjától Audrina Patridge lett Lauren lakótársa, miután Heidi külön apartmanba költözött Spencerrel.
A harmadik évad forgatása 2007 nyarától 2008 márciusáig tartott. Az első epizódot 2007 augusztus 13-án sugározták. Az évadban Lauren megerősítette pozícióját a Teen Vogue-nál és Whitney Porttal együtt egy második párizsi utat ajánlottak fel neki. 2008 márciusa körül Whitney elhagyta a Teen Vogue-ot és a People's Revolution-nél folytatta a munkát. Megkérte Laurent, hogy segítsen neki egy rendezvényen, ahol Kelly Cutronenak feltűnt Conrad igyekezete és munkája, és állást ajánlott neki a cégénél.
A negyedik évadot 2008 nyarától 2008 novemberéig forgatták, amely 2008. augusztus 18-án került műsorra. Az ötödik évad forgatását 2009 januárjában kezdték és az első részt 2009. április 6-án láthatták a nézők. Lauren 2009 tavaszán bejelentette, hogy nem fog szerepelni a The Hills 6. évadjában, a show azonban nélküle is folytatódik.

## Divat karrierje
Lauren a The Hills első évadának forgatása alatt került a Teen Vogue-hoz. Conrad és a valóságshowja hozzájárultak a magazin magas eladási rátájához. Lisa Love, a Vogue magazin nyugati parti szerkesztője szerint Laurennek sikeresen kellett szerepelnie az állásinterjún ahhoz, hogy megkapja az állást a cégnél, függetlenül attól, hogy a tévés társaság mit szeretett volna. Miután otthagyta a Teen Vogue-ot, Conrad 2009 májusáig Kelly Cutrone cégénél dolgozott.
Lauren egy új ruhakollekciót hozott létre Lauren Conrad Collection néven, amely 2008 márciusában a Mercedes Benz LA divathéten debütált. 2009 márciusában Conrad bejelentette, hogy abbahagyja a tervezést és a 2009-es tavaszi és nyári kollekciókat törölték.

## Egyéb munkássága

### Felkérések
2007 januárjában Lauren lett az Avon által terjesztett új kollekciónak a "Mark"-nak az arca és szóvivője.
2008. április 24-e óta ő a College Tonight közösségi hálózat nemzetközi szóvivője.

### Televízió
2008-ban Conrad feltűnt a Greek című sorozat egyik epizódjában. 2009 májusában a Family Guy című rajzfilmsorozatban saját maga animációs változataként szerepelt.

### Könyvek
Lauren 2009 júniusában adta ki első regényét az LA Candy-t. A történet Conrad saját élettörténetén alapszik. A könyv egy 19 éves lányról szól, aki Los Angelesbe költözik és egy valóságshow sztárja lesz.

## Magánélete
Laurennek korábban a Laguna Beach korábbi két szereplője Stephen Colletti és Jason Wahler volt a párja. Később randevúzott Brody Jennerrel és baseball játékos Doug Reinhardtal. 2008 óta a My Boys című sorozat szereplőjével Kyle Howarddal alkottak egy párt. 2014 szeptemberében hozzáment William Tell zenészhez.

## Díjai
| Év   | Díj                | Eredmény | Kategória                     | Sorozat   |
| ---- | ------------------ | -------- | ----------------------------- | --------- |
| 2006 | Teen Choice Awards | Won      | Choice Female Reality TV Star | The Hills |
| 2007 | Teen Choice Awards | Won      | Choice Female Reality TV Star | The Hills |
| 2008 | Teen Choice Awards | Won      | Choice Female Reality TV Star | The Hills |

## Magyarul
- L. A. Candy. Los Angeles üdvöskéi; ford. Fazekas Sándor, Fazekasné Hajdú Beáta; Könyvmolyképző, Szeged, 2011 (Vörös pöttyös könyvek)
- Sweet little lies Édes kis hazugságok; ford. Fazekas Sándor, Fazekasné Hajdú Beáta; Könyvmolyképző, Szeged, 2012 (Vörös pöttyös könyvek)
- Sugar and spice Cukor és máz; ford. Fazekasné Hajdú Beáta; Könyvmolyképző, Szeged, 2014 (Vörös pöttyös könyvek)

## További információ
- Hivatalos oldal
- Lauren Conrad a Facebookon
- Lauren Conrad a PORT.hu-n (magyarul)
- Lauren Conrad az Internet Movie Database-ben (angolul)
- Lauren Conrad a Rotten Tomatoeson (angolul)

1. ↑  Német Nemzeti Könyvtár: Integrált katalógustár (Németország) (német nyelven). Integrált katalógustár (Németország). (Hozzáférés: 2014. december 12.)